# Функ, Патрик
Патрик Кристиан Функ (нем. Patrick Christian Funk; род. 11 февраля 1990 года в Алене, ФРГ) — немецкий футболист, полузащитник клуба «Эссинген». Брат голкипера Мариуса Функа.

## Клубная карьера
Патрик начал свою карьеру в клубе «Унтеркохен», затем выступал за «Эбнат» и «Ульм 1846». В 2002 году присоединился к молодёжной команде «Штутгарта». В сезоне 2007/08 Функ дебютировал за вторую команду, проведя 29 февраля 2008 года матч против «Ингольштадт 04». С ноября 2009 года Функ был капитаном «Штутгарта II».
26 июля 2008 года провёл первый матч на профессиональном уровне в Третьей лиге против «Киккерс». В сезоне 2010/11 Патрик был переведён в основную команду. 29 августа 2010 года он дебютировал в Бундеслиге, выйдя на замену в матче с дортмундской «Боруссией». 7 ноября 2010 года первый раз появился в стартовом составе во встрече с бременским «Вердером».
.
В июне 2011 года Функ был отдан в аренду сроком на два года в «Санкт-Паули», выступавшем во Второй Бундеслиге. За два сезона в «Санкт-Паули» Патрик провёл 56 матчей. Летом 2013 года Функ возвратился в «Штутгарт».
14 мая 2014 года было объявлено о переходе Патрика в клуб «Веен», игрок подписал контракт сроком на два года.

## Карьера в сборной
Функ выступал за различные юношеские и молодёжные сборные Германии. Принимал участие в Юношеском чемпионате мира 2007, на котором его сборная заняла третье место. Также играл на Юношеском Чемпионате Европы 2007. В составе молодёжной сборной играл на Молодёжном чемпионате мира 2009, на котором Германия дошла до четвертьфинала. Выступал на молодёжном чемпионате Европы 2013.